# رافیک عیسائیان
رافیک عیسائیان  بازیکن فوتبال بازنشسته در پست ارمنی‌تبار اهل ایران است.

## باشگاهی
از باشگاه‌هایی که در توپ زده‌است می‌توان آرارات تهران را اشاره کرد.